# Herröträsk
Herröträsk är en sjö i Nynäshamns kommun i Södermanland och ingår i Tyresån-Trosaåns kustområde. Sjön är 2,6 meter djup, har en yta på 0,0502 kvadratkilometer och är belägen 2,3 meter över havet.

## Delavrinningsområde
Herröträsk ingår i det delavrinningsområde (654125-162670) som SMHI kallar för Rinner till Horsfjärden. Medelhöjden är 13 meter över havet och ytan är 5,96 kvadratkilometer. Det finns inga avrinningsområden uppströms utan avrinningsområdet är högsta punkten. Avrinningsområdets utflöde mynnar i havet, utan att ha någon enskild mynningsplats.